# Allanblackia kimbiliensis
Allanblackia kimbiliensis là một loài thực vật có hoa trong họ Bứa. Loài này được Spirlet mô tả khoa học đầu tiên năm 1959.